# سارة دان
سارة دان (بالإنجليزية: Sarah Jayne Dunn)‏ هي ممثلة بريطانية، ولدت في 25 سبتمبر 1981 في المملكة المتحدة.

## أعمال

### أفلام
- (2008) فارس الظلام

## وصلات خارجية
- سارة دان على موقع IMDb (الإنجليزية)
- سارة دان على موقع ألو سيني (الفرنسية)
- سارة دان على موقع أول موفي (الإنجليزية)
- سارة دان على موقع قاعدة بيانات الفيلم (الإنجليزية)
- سارة دان على موقع كينوبويسك (الروسية)